# 高崎晃
高崎 晃（たかさき あきら、1961年2月22日 - ）は、日本のミュージシャン、ギタリスト。大阪市東住吉区出身。明治大学付属中野高等学校定時制卒（大阪府立藤井寺高等学校から編入）。
ヘヴィメタルバンド・LOUDNESSのギターを担当している。
愛称は「タッカン」。アイドル的なロックバンド・レイジー時代からのファンからは当時のニックネームの「スージー」と呼ばれることもある。身長170cm。既婚。

## 来歴
中学生（大阪市立田辺中学校）の頃から、兄の影響でアコースティックギターに触るようになり、始めて2か月経つと、ギターを弾きながらハーモニカを吹くようになるまで上達したらしい。その後、エレキギターも始め、高校では「あの学校にはすごいギタリストがいる」と噂になっており、学校の一室で彼のテクニックを見た一人が、学校の先輩でもある樋口宗孝と言われている。
1973年には、同級生の影山ヒロノブ、田中宏幸らとロックバンド「レイジー」を結成しギターを担当、1977年にデビュー。本来の路線とは異なるアイドル路線での活動には不満があったが、勉強のために真剣に取り組んだという。影山からは「ああいう曲を踊りながら弾けるのはタッカンと宏幸くらい」「アイドル路線でベーシックな部分を学んでいるため、他のメタル出身のギタリストとは何かが違う」と言われている。高崎本人も「プロの作曲家や編曲家の人が作ったメロディーやアレンジは当時の自分の音楽の引き出しには無かったものばかりだったし、コード進行も考え付かないものばかりだった。今にして思えば、いい勉強をさせてもらえたと思う」と言っている。
1981年にレイジーが解散。同じくレイジーのドラマー樋口宗孝と共に、ヘヴィメタルバンドを結成。当初は高崎のソロアルバム制作企画であり「高崎晃プロジェクト」と呼ばれていたが、その後樋口をリーダーとしたバンド形態に変更、名称は「LOUDNESS」に決定した。同年LOUDNESSのギタリストとして再デビュー。LOUDNESSは、メンバー交代の多いバンドであるが、高崎はデビュー時から唯一脱退することなく在籍しているオリジナルメンバーである。
また2000年からは個人プロジェクト「JI-ZO」（じぞー）を立ち上げ、作品を発表している。2001年にはテレビアニメ『ジーンシャフト』の音楽を担当、劇伴を作成した他、オープニング、エンディング曲を担当した。
タッピング奏法を駆使したその高度な演奏技術は、1980年代初頭のヘヴィメタル界では世界的にも群を抜いており、ポール・ギルバートなど、多くの技巧派ギタリストに影響を与えた。
ギターの腕だけでなくベースやドラムも達者で、特にベースにおいては本職であり元LOUDNESSのベーシストである沢田泰司と柴田直人を驚かせる程の腕を持っており、個人プロジェクト「JI-ZO」ではレコーディング時に全てのパートを演奏している。
2006年2月、80年代末〜90年代初期頃に盗難にあったギターがYahoo! オークションに出品されるというハプニングがあり、高崎本人だけでなくキラーギターズまで巻き込まれる騒動になった。結果的には盗難されたギターではなかったそうだが、出品者の「高崎晃本人から譲り受けた」と書いたコメントを見た高崎が「（他人に）好きなギターを譲るほどお人好しじゃない」と自身のブログで発言していた。
しかし、同じ大阪出身、同い年でかつての事務所の後輩であり親交のあるB'zのギタリスト松本孝弘には、自分自身のキラーのKG-PRIMEを譲り、松本からはギブソン製の"Tak Matsumoto"ダブルカッタウェイを譲り受けた、という話もある。

## 人物・エピソード
- 高崎のギタープレイに関して、過去にUSツアーに同行した事がある森昌行は、「彼くらい激しく弾きながら、リズムもメロディも感じさせるギタリストは少なかった気がするんですよ、あの時代。だから、あれはあれで認めていました。嫌になるくらい上手かった」と評しているが、90年代以降にジミ・ヘンドリックスの影響を受けた事に関しては「ジミヘン体験するの遅すぎ！」とコメントしている[6]。
- レイジーのアルバム『宇宙船地球号』の作曲兼編曲で参加した水谷公生は当時の高崎の印象について、「Dreamy Express Trip」のギターソロのレコーディングで水谷が「今のソロにハーモニーをダビングできる？フレーズ出来るまで待つから」と伝えたが高崎は「すぐ出来ます」と答え、あっという間にレコーディングを終わらせてしまったことからその音色と感情表現を含めた演奏技術の高さに脱帽したと評している[7]。
- イングヴェイ・マルムスティーンは1983年当時のLOUDNESSのUSツアーを観に行ったことがあり、当時の高崎の印象について「はっきり憶えていることが2つある。1つはサウンドが凄くラウドだったということ。言うまでもなく気に入ったね。もう１つは家みたいにデカいラックエフェクターを使っていたこと!（笑）」「プレイに関してはアタックが印象的だったな。だからトーンが最高だったんだと思う」と評している[8]。なお、イングヴェイが訪れたライブはかつてイングヴェイが在籍していたスティーラー（この時点で脱退済み）が前座を担当していたロサンゼルスのカントリークラブ公演であり、その際に楽屋に訪れ高崎と共に写真撮影していた[8]。
- とあるLOUDNESSのライブ終演後、二井原実の子供がステージ袖で待っており、それを見た高崎が、ステージ衣装（カツラと青いアイコンタクト）と汗だくで裸という姿で声を出して、脅かしたことがある。
- レイジー時代に出演していたテレビ番組の中で、来日していたケンタッキーフライドチキンの創設者のカーネル・サンダース自身が手作りしたフライドチキンを食べたことがある。信じられないほど美味しかったらしく、時々その話をケンタッキーフライドチキンの店内で待ち時間に店員にすることがある。ある時それをしたところ、店中が大騒ぎになったという[9]。
- LoudPark09にて、LOUDNESSのライブ終了後に機材の後片付けをしてると、メガデスのデイヴ・ムステインが近付いて来て「昔からアキラタカサキの大ファンなんだ! よかったらピックをくれないか」と言われ、驚きながらもピックをあげると、お返しにメガデスのピックを沢山貰った。2日後の大阪でのメガデスのライブにてゲスト出演し、「Symphony of Destruction」を演奏した。また、「SUMMER SONIC 2014」大阪会場でのメガデスのライブにも、ゲスト出演している。
- 近年は動画サイトで過去のレイジーやLOUDNESSのライブにおける自分のプレイを再見して、自らのギタープレイの矯正に役立てている。
- 影響を受けたミュージシャンとして吉田拓郎[10]、クリーム[10]、フラワー・トラベリン・バンド、サンハウス[11]、リッチー・ブラックモア、エドワード・ヴァン・ヘイレン、ゲイリー・ムーア、マイケル・シェンカー、ジミ・ヘンドリックス、マイルス・デイヴィス等を挙げている。
- 機材の欄で後述するがビンテージ・ギター・コレクターでもある。

## 機材

### ギター
レイジー時代は、学生時代に購入したフェンダー社のストラトキャスター（73年製）、ギブソン社のフライングV（75年製）を使用しており、レイジー解散直前から、初期LOUDNESS時代のトレードマークとなるナビゲーター（ESP）のランダム・スターを使用。ピックアップはフロント、リアと共にESPのLH-200を使用しており、トレモロユニットは当時ESPから発売されていた「フリッカー」（ファインチューナー無し）をベタ付けで使用していた。84年頃からランダム・スターのネックの指板をローズウッドからアタックの強い音が出せるメイプルに交換。以後高崎の使用するギターにはメイプル材が採用されることが多くなった。87年頃よりキラーギターズを製作開始し、88年には本格的にキラーを使用。トレモロユニットも、フリッカーからフロイド・ローズに変更（最初期のキラーギターのデフォルトのトレモロユニットはウィルキンソンだった。）。80年代末〜90年代中期頃までは使用されたピックアップは、高崎も開発に関わったキラーの「LQ-500」「Dyna-Bite」、ディマジオの「HS-3」等様々なピックアップを使用していた。また、トレモロユニットをフローティングする様になったのもこの頃である。現在は、キラーギターとランダムスターも使用しており、ピックアップはセイモア・ダンカン、トレモロはフロイド・ローズが基本装備となっている。
2016年にはセイモア・ダンカンからシグネチャーモデル「THUNDER IN THE EAST」が発売、初回分が即日予約完売となった。
レコーディング時においては、フェンダー社のストラトキャスターも使用しており、こちらは主にクリーントーン用。また、世界に3本しかないと言われているギブソン社の12弦レスポールも所有しており（そのうちの1本は、スラッシュが所有している）、こちらもレコーディングで使用されることもある。
その他には、元ツイストの世良公則が所有していた物を松浦善博からの紹介で譲り受けた58年製のレスポールスタンダード、54年製のストラトキャスター、1960年代の楽器ショー展示用とみられるスパークルレッドという非常にレアなカラーのストラトキャスターと言ったビンテージ・ギターを所有している。また、自身がギターコレクターでもあることから多数のギターやベースを所有しており、インターネットが普及してからはネット上でビンテージを購入していることを明かしている。

#### 主に使用されたギター
ギブソン・フライングV（1970年代 - 1980）レイジー時代のメイン。コントロールを1ヴォリュームのみに改造し、ピックアップセレクターも大型の物に交換。一説によると、日本のテレビで初めてフライングVを抱えて映ったのが高崎であるとも言われている。
ESP（ナビゲーター）ランダム・スター（1980 - 1987）（2001 -）レイジー末期から使用。メインで使われていたミラ・ーピックガード付きのギター（レッド）には、メイプルネックで指板はローズウッド、ボディにはアルダー、トレモロアームにはESPのフリッカーをベタ付けでセッティング。ピックアップはESPのLH-200。2000年のLOUDNESSオリジナルメンバー再結集以降はダウンチューニングに合わせて様々な材で制作されており、ピックアップはセイモア・ダンカンが載っている。
キラー Prime（1988 -）1987年末に完成したプロトタイプは、黒色のボディにピックアップがカセットテープ式で交換出来る様に設計されていた。1988年 - 1990年代初期にかけてメインになっていたのは赤色のPrime。2000年までは木目の出ているPrimeを使用。2000年のオリジナルメンバー再結集後はランダム・スター同様、ダウンチューニングに合わせて様々な木材を使ったモデルが作られており、2006年以降はネックにLEDを搭載したPrimeを使用している。基本的（市販品含む）にネックはメイプル、ボディはホワイトアッシュ。ピックアップはキラー製のものの場合ダイナバイト（ダイナバイトは高崎自身が制作にかかわった）だが、2000年の再結成以降は上記の通り、様々な材やピックアップが使われている。
キラー VIOLATOR Sitar（1994 -）ソロアルバム『氣』から使用。第4期LOUDNESSでのストラトタイプのメインギター。現在はソロ活動時に使用されている。ネックはメイプル、ボディはアッシュ、ピックアップはセイモア・ダンカン。

### アンプ・エフェクター
初期は一貫してマーシャル社のアンプ（主に1970年代製）を使用しており、1985年辺りからホゼ・アルダント、リー・ジャクソンによる改造されたマーシャルを使用していたが、1980年代末期にはリー・ジャクソンが開発した「Metaltronix M-1000」やメサ・ブギーも使用していたことがあった。1992年の第三期には、突然ピーヴィーのトランジスタアンプを使用している。1990年代後半以降はロジャー・メイヤーのパワーアンプ「RM-6550」を2台、プリアンプにマーシャルの「JMP-1」とロックトロンの「INTELIPICH」を使用している。スピーカーキャビネットは4×12のマーシャル社製。キャビネットは長年使われているもので、外観はぼろぼろに傷んでいる。
レコーディングの時に限っては、デジタルアンプを使用したことも（メーカーは不明（最近では菅沼孝三のアルバムでマーシャルのJMD：1を使用した）。
エフェクターは、BOSS GT-5、GT-10、エレクトロハーモニクス社のメタルマフ、Jimihendrix wah、エレクトロハーモニクスのスモールクローン（コーラスエフェクト）、MXRのフェイザー等をボードに組み込んでいる（スイッチングシステムも使用）。ラウドネス初期は、主にボスのコンパクトエフェクターをバラして中身だけをラックに組み込んだようなシステムを使用していた。
2014年にはCAT'S Factoryより高崎のシグネイチャーモデルであるクリーンブースター「AT-222」が発売された。
2020年にはCAT'Factoryより2年の開発期間をへて、待望の高崎シグネイチャーディストーション　AT-222D ”8I-II0歪” 【AKIRA TAKASAKI Signature Pedal】が発売された。

## ディスコグラフィー

### JI-ZO
- Love High　2000/11/29
- NEXT WORLD 2001/04/04

### シングル
- SHAFT DRIVE　2001/05/02

### アルバム
- ジャガーの牙〜TUSK OF JAGUAR　1982/04/01
- 氣　1994/10/25
- 輪　1996/08/10
- GENE SHAFT ORIGINAL SOUND TRACK　2001/05/23
- TRANS=MIST MUSIC FROM "GENE SHAFT"　2001/6/27
- Made in HAWAII　2002/03/20
- SPLASH MOUNTAIN　2004/09/22
- MACA　2005/09/21
- OSAKA WORKS #128　2006/08/23
- NENRIKI　2006/09/20
- BLACK BROWN　2007/9/26

### レコーディング・セッション参加作品
- 亜蘭知子
  - 「色彩感覚」(1982年、「不協和音」で参加)
- 本城未沙子
  - 「魔女伝説〜MESSIAH'S BLESSING」(1983年)
  - 「13TH」(1983年)
- MT.FUJI
  - 「ヒューマン・トランスポート」(1983年)
- カルメン・マキ's5X
  - 「カルメン・マキ's5X」(1983年)
- 武田久美子
  - 「My ボーイ」（1984年、シングル　c/w「ギンガムBUS STOP」に参加）
- 武川行秀
  - 「泥棒日記」(1984年、「トゥナイト」で参加)
- 影山ヒロノブ
  - 「BORN AGAIN」（1985年）
  - 「I'm in you.」（2000年）
- イメージアルバム
  - 「メビウスクラインI〜震撼〜」（1993年）
- VA
  - 「Guitar Monster Vol.2」(1997年)
  - 「COZY POWELL FOREVER 〜 TRIBUTE TO COZY POWELL」(1998年)
  - 「Super Rock Summit 天国への階段」(1999年)
- BUDDHA BRAND
  - 「DON'T TEST DA MASTER」（2000年）
- 浜田麻里
  - 「Aestetica」(2010年)
  - 「Legenda」（2012年）
  - 「Mission」（2016年）
  - 「Gracia」（2018年）
- JAM Project
  - 「MAXIMIZER 〜Decade of Evolution〜」(2010年)
- 菅沼孝三
  - 「CONVERGENCE」(2010年)
- T-SQUARE
  - 「虹曲 〜T-SQUARE plays T & THE SQUARE SPECIAL〜」(2012年)
- Project Yamato 2199
  - 「宇宙戦艦ヤマト」(2013年)
- 二代目アニメタル
  - 「ANIMETAL THE SECOND」(2015年)
- 稲葉浩志(B'z)
  - 「羽」(2016年)[22]
- アモルフィス
  - 「クイーン・オブ・タイム」日本盤限定ボーナス・トラック"Honeyflow"（2018年）
- Ayasa
  - 「CHRONICLE VII」（2019年）

## 著書
- 高崎晃『雷神〜Rising 高崎晃 自伝』リットーミュージック（原著2015年12月10日）。ISBN 978-4845627172。